# アンドレアス・ラエラート
アンドレアス・ラエラート (Andreas Raelert, 1976年8月11日 - ) は、ドイツのトライアスロン選手である。
2011年7月10日にドイツで行われたトライアスロンの大会、チャレンジ・ロースにおいて、それまでのロングディスタンスのトライアスロンの世界最高記録を上回る、7時間41分33秒の記録で優勝した。
2000年シドニーオリンピックに出場し、1時間49分31秒28で12位だった。2004年アテネオリンピックでは1時間52分35秒62で6位だった。
2010年のアイアンマン・ワールドチャンピオンシップでは2位に入っている。
同じくトライアスロン選手であるミハエル・ラエラートは実弟である。